# Kölner Rat bis 1796

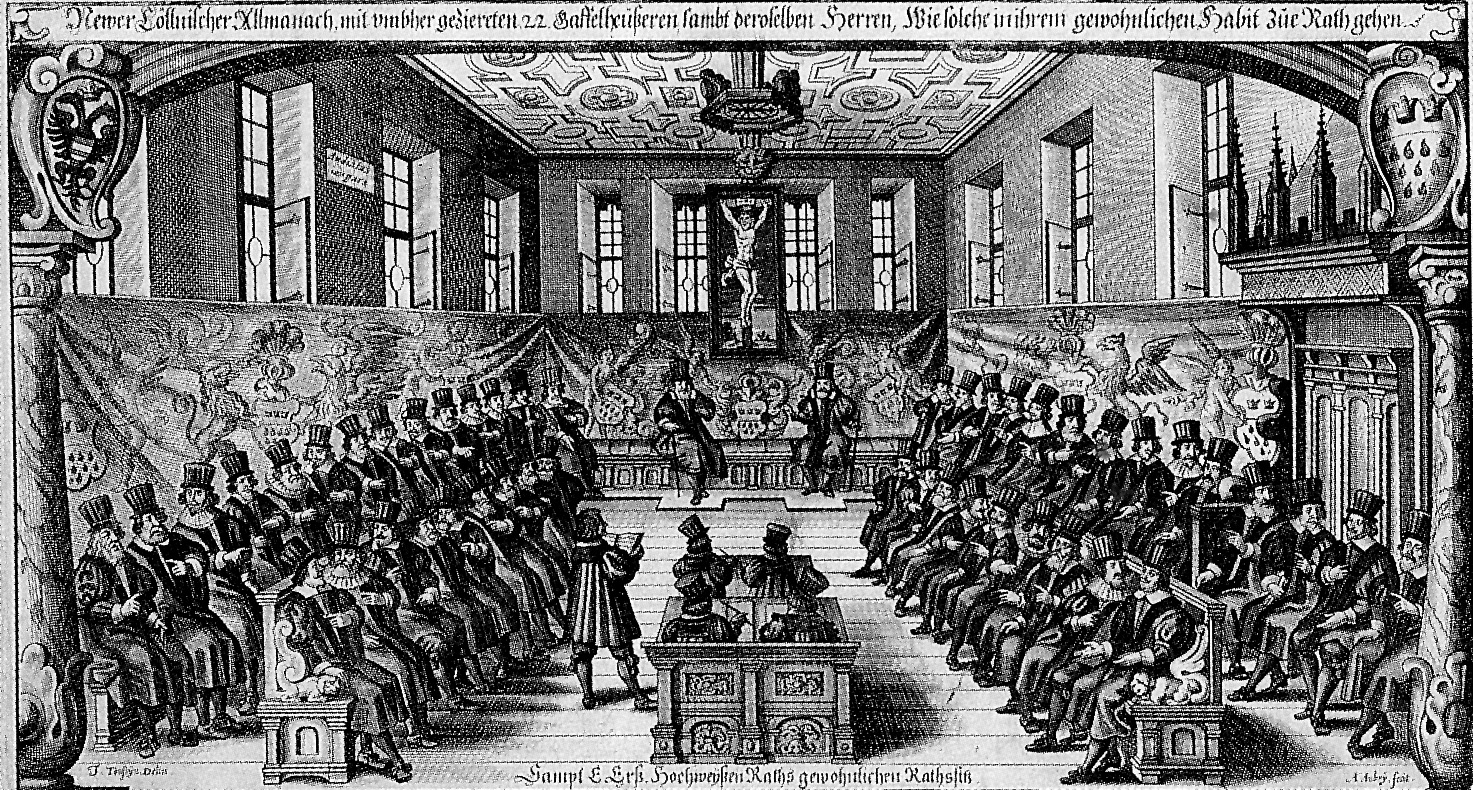
Ratsversammlung im Senatssaal 1655

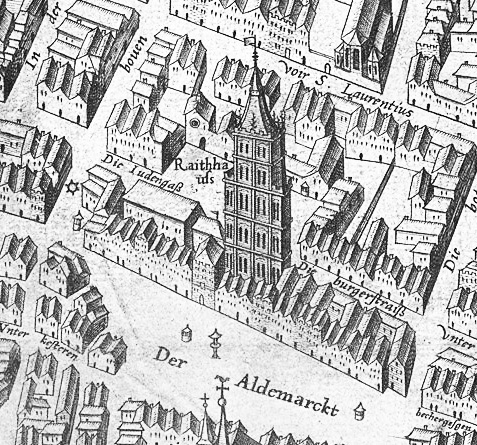
Rathausplatz und Umfeld um 1571

Die in Urkunden dokumentierte Geschichte des Kölner Stadtrates geht auf den Anfang des 13. Jahrhunderts zurück. So wurde die Bezeichnung Rat erstmals 1216 verwendet und ist für das Jahr 1229 erneut urkundlich belegt.
Der bis dahin de facto und in der Folge bis 1396 bestehenden Herrschaft der Kölner patrizischen Geschlechter setzte dann ein auf der Basis einer „Schwureinung“ ausgehandelter Vertrag, der Verbundbrief, ein Ende. Das Vertragswerk, heute als erste Verfassung der Stadt bezeichnet, war die Grundlage für die erste gewählte städtische Vertretung der Bürgerschaft, den Kölner Rat.

## Geschichte

### Rat und Ratsgebäude

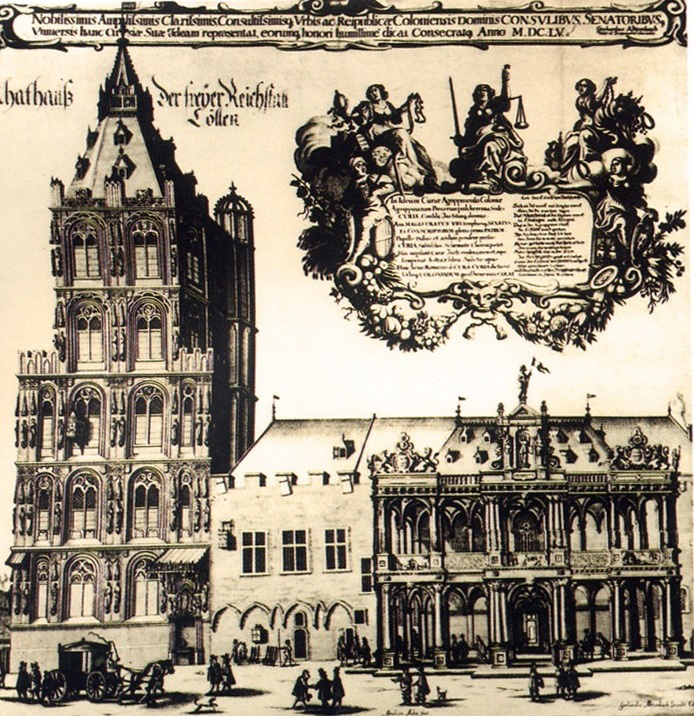
Kölner Rathaus, Kupferstich um 1655

Die erste Verwaltung der Stadt war ein aus den Geschlechtern gebildetes Gremium, zu dem andere Gesellschaftsschichten keinen Zugang hatten. Man versammelte sich zu Sitzungen und Beschlüssen in einem Gebäude, welches als domus in quam cives conveniunt aber auch als domus civium erwähnt ist. In diesem ersten „Haus der Bürger“, inmitten des jüdischen Viertels, hatte wahrscheinlich auch die später gebildete Richerzeche, eine Vereinigung der reichen Kaufleute, ihren Sitz.
Ein Nachfolgebau dieses ersten Versammlungsgebäudes, von dem ein Bauteil erhalten ist, entstand um das Jahr 1330. Für die Stadtherren, die „heren vun Collen“, und ihren repräsentativen Sitz wurden in späteren Jahren die mittelhochdeutsche Bezeichnungen „Raitzhui(y)s“ für Rathaus und „Raitzheren“ für Ratsherren geläufig. Auf diesem Gelände, auch heute noch der Standort des Rathauses, errichtete der Rat nach der Vertreibung der jüdischen Bewohner des Viertels die Ratskapelle St. Maria in Jerusalem.

#### Ratskapellen

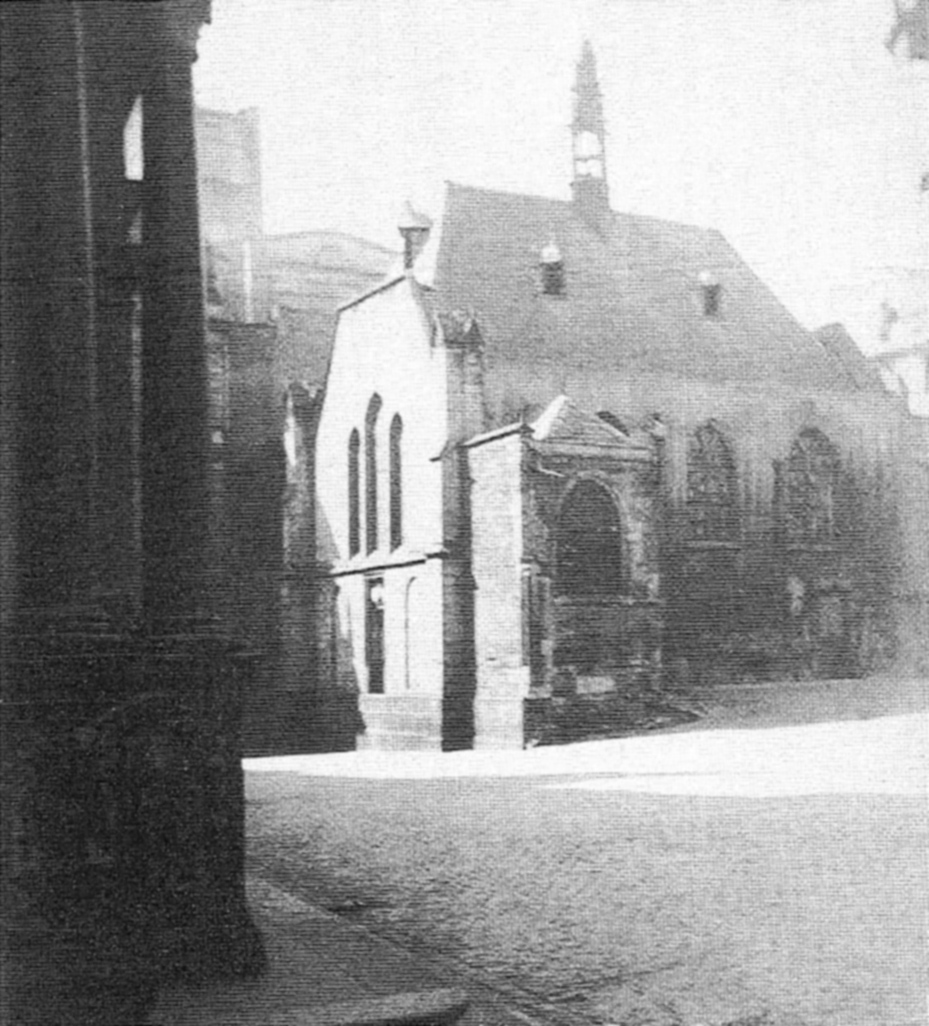
Ratskapelle St. Maria in Jerusalem

Die erste 1172 erbaute Kapelle „sent Michel“, die dem heiligen Michael geweiht war, lag im Obergeschoss der römischen Marspforte in der im Mittelalter „up der Marportzen“ genannten heutigen Marspfortengasse. Diese Ratskapelle diente den Ratsherren bis zur Fertigstellung der 1426 unmittelbar neben dem Rathaus errichteten Kapelle „St. Maria in Jerusalem“ als Gotteshaus. Die alte Kapelle und die Pforte, die „Maatpooz“, wurden im Jahr 1545 abgebrochen.
Die Eingangspforte der Ratskapelle diente den Ratsherren bis zum Aufkommen der Druckerkunst in Köln durch Ulrich Zell (1460er Jahre) als Ort für Bekanntmachungen: An die Türe wurden Neuerungen für diejenigen angeschlagen, die bei Verkündigungen der „Morgenansprachen“ nicht zugegen waren.

### Erste Verwaltungsformen
Nach der ersten Stadterweiterung 1106 (Niederich, Oversburg) und der 1182 folgenden wurden die bis dahin noch selbstständigen Sondergemeinden der Stadt angegliedert. Dem Anliegen der dort ansässigen wohlhabenden Familien, nun einen Anteil an der kommunalen Verwaltung zu haben, kam das Schöffenkollegium, ein durch den Erzbischof als Stadtherr eingesetzter und von ihm abhängiger „Schöffenstuhl“ nach, indem es sich mit diesen zu einer Bruderschaft zusammenschloss, der Richerzeche.

### Teilen und Herrschen

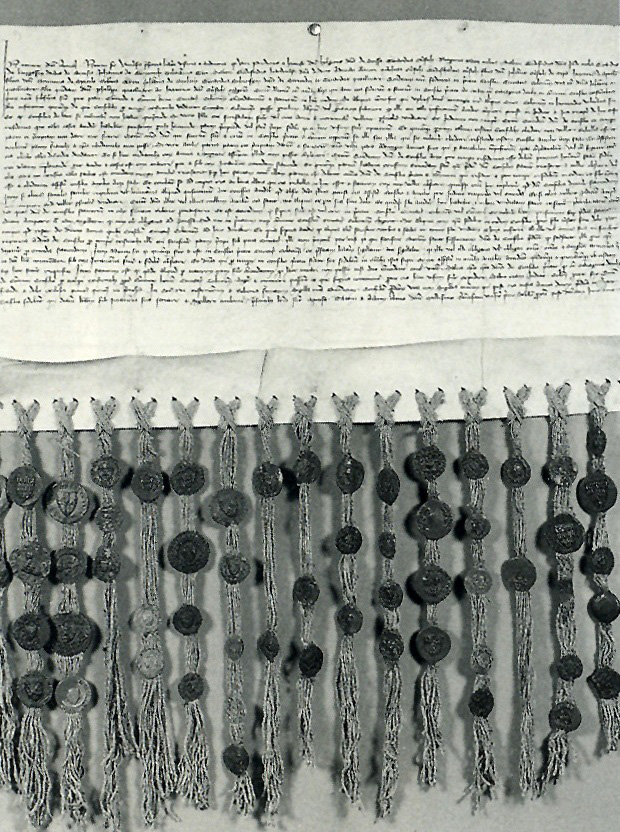
Verfassungsartikel des „Engen“ und „Weiten“ Rates

Das Gremium der Richerzeche bestand aus einem jährlich wechselnden fünfzehnköpfigen Rat, der sich überwiegend aus führenden Personen altkölnischer Geschlechter zusammensetzte und sich aus ihnen ergänzte.
Der am Ende des 12. Jahrhunderts gebildete „Weite Rat“ berücksichtigte nun auch Vertreter der „Amtleutegremien“ aus den Sondergemeinden. Er bestand aus 82 Mitgliedern. Diesen meist jüngeren Kaufmannsfamilien entstammenden Mitgliedern des erweiterten Rates räumte man aber nur formal ein Mitspracherecht ein, sie blieben Abhängige des „Engen Rates“.

### Rat und städtisches Gericht

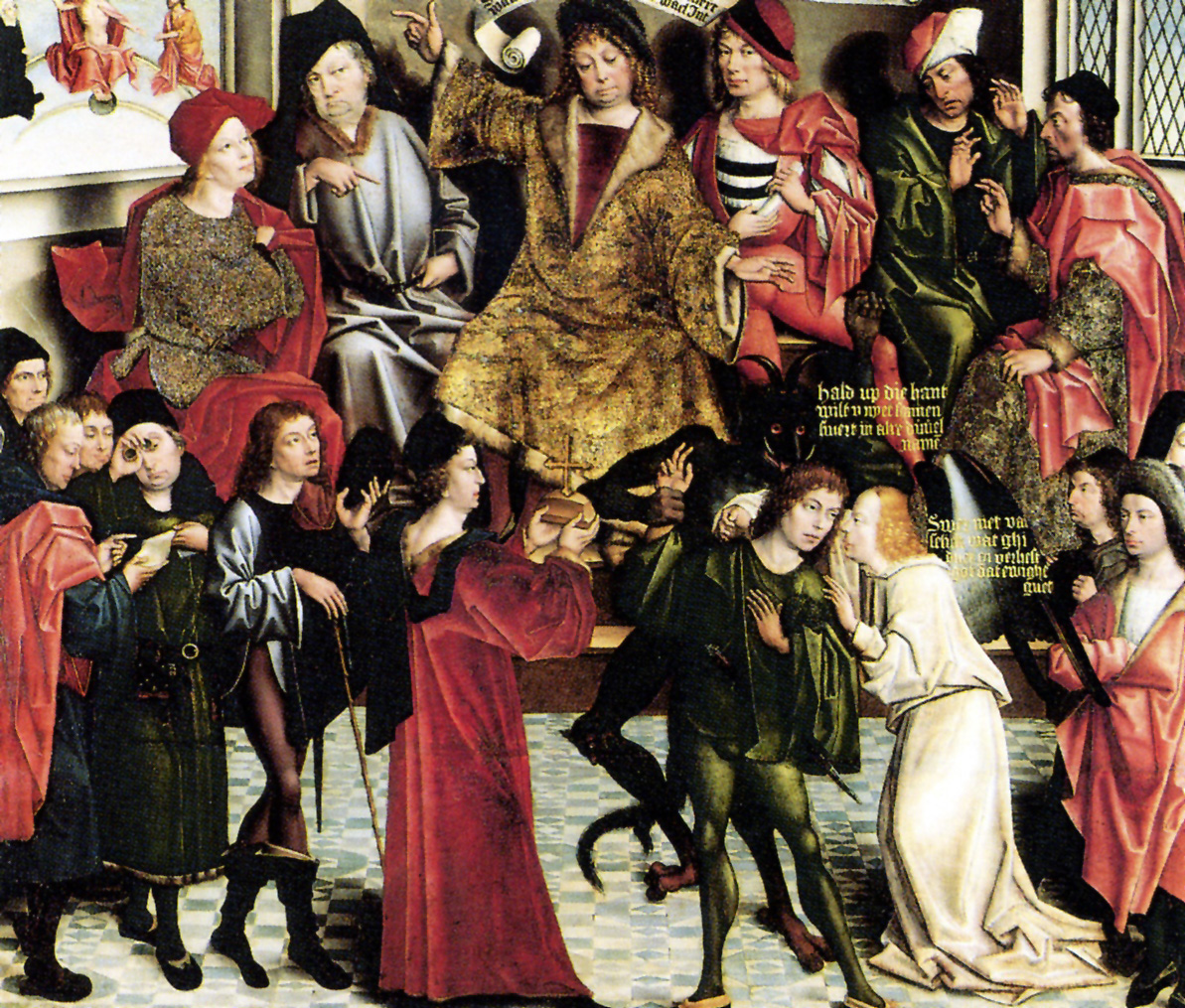
Gerichtsbild von Derick Baegert, „Eidesleistung“ (1493)

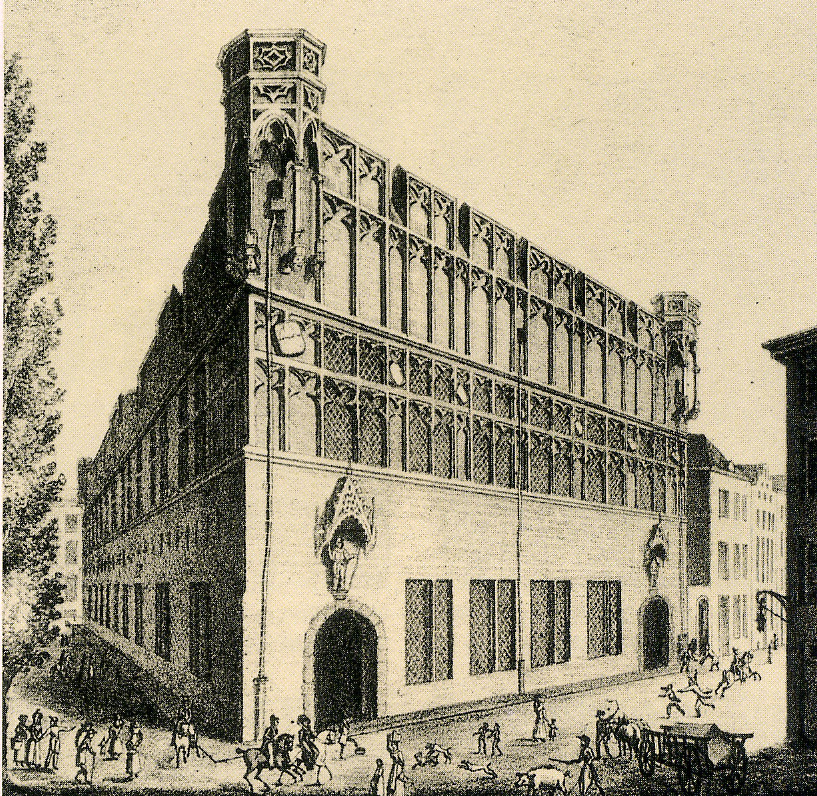
Gürzenich, Anfang des 19. Jh., am Anfang des 16. Jh. auch Sitz des Kaufhaus-Gürzenich-Gerichtes

Der Rat der Stadt bemühte sich, auch auf das Gebiet des Gerichtswesens Einfluss zu nehmen. In den Anfängen fungierte nur der „Enge Rat“ als Gericht. Die Zuständigkeiten der Ratsgerichte waren anfänglich noch eng beschränkt. Sie umfassten die Beilegung von Baustreitigkeiten und die Erledigung sachenrechtlicher Klagen, denen ein Erbrecht zugrunde lag. Die Aufgabe, Zunftstreitigkeiten zu schlichten, übernahm der Rat von den Bürgermeistern der Richerzeche.
Ab 1326 übertrug der Rat Teile seiner mittlerweile durch Privilegien ausgedehnten Rechtszuständigkeiten an die von ihm eingesetzten Sondergerichte. Zu diesen gehörten zunächst das Gastgericht (1326), das Gewaltgericht (1341), das Pferdegericht (1348), das Gericht in der Wollküche, dies blieb unbedeutend und wurde durch das Tuchhallengericht ersetzt (1371) und das Gericht in der Halle (1373). Die „Hallengerichte“ wurden in späterer Zeit zusammengefasst und residierten nach den Erweiterungsmaßnahmen des Gürzenich am Anfang des 16. Jahrhunderts im sogenannten „Kaufhaus-Gürzenich-Gericht“.
Die Sondergerichte verhandelten und urteilten in unterschiedlichen Rechtsfällen im Namen des Rates in erster Instanz, für eine Revision war der Rat selbst zuständig. Später entstanden hierfür das Syndikats- und Kommissargericht. Die formelle Anerkennung hinsichtlich seiner Gerichtsbarkeit durch den Erzbischof und die Schöffen des Hochgerichtes erhielt der Rat durch einen 1362 geschlossenen Vertrag. Beide Seiten erklärten in dem Abkommen, die Gerichtsbarkeit beider Seiten als unabhängig zu respektieren. Trotz der Intrigen der Schöffen, die um ihre Macht bangten, war der Erzbischof nicht bereit, dem Drängen nachzukommen und die Universalzuständigkeit des Schöffenkollegiums wiederherzustellen. 1375 bestätigte er erneut die dem Rat verliehenen Rechte.

### Machtverfall

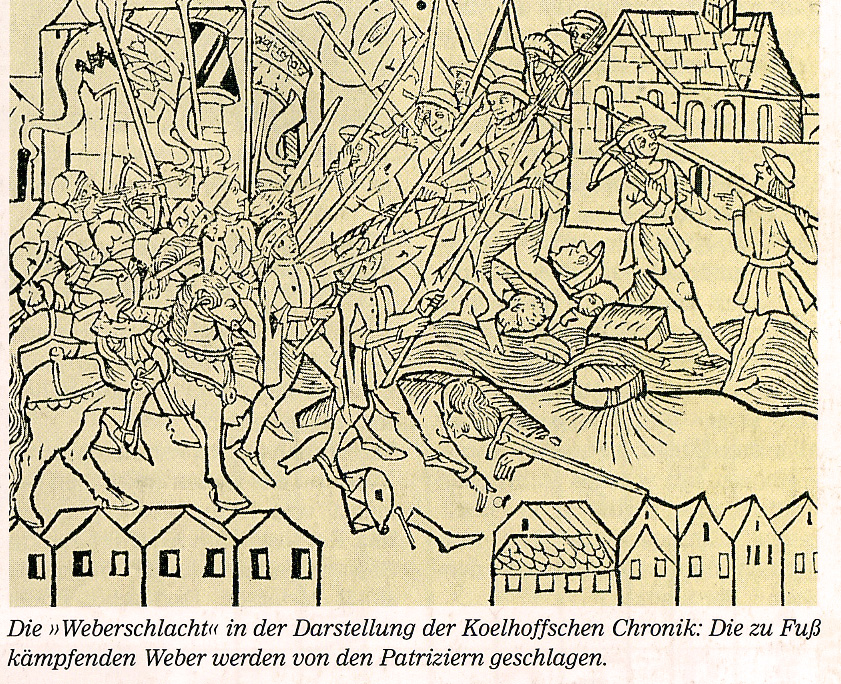
Weberschlacht, 1371. (Holzschnitt aus der Koehlhoffschen Chronik)

Die anhaltende Selbstherrlichkeit der „Geschlechter“, Eigenmächtigkeiten und ihr korruptes Handeln (mittelalterlicher Klüngel) führten zur Bildung einer wachsenden Opposition in der Bürgerschaft. Diese formierte sich vor allem in der erstarkten Zunft der Weber in der ehemaligen Sondergemeinde „Airsburg“ (das Gebiet rund um den Waidmarkt), unter deren Führerschaft es 1370/71 zum Aufstand gegen die Geschlechterherrschaft kam. Nach dem nur vorübergehenden „Regiment“ der im „Wollenamt“ vereinten Weber gelang den Geschlechtern nur eine kurze Rückkehr an die Macht. Die ihnen abgerungenen Zugeständnisse hatten ihre einstige Machtfülle geschmälert, die Geschlechter verloren nach und nach alle ihrer Kompetenzen. So verloren sie 1391 auch ihr selbstverliehenes Recht den Bürgermeister zu stellen. Dieses Amt zu besetzen, war nun dem Rat vorbehalten. Während die internen, erbittert geführten Parteienkämpfe der Geschlechter zunahmen, wurde der nach dem „Weberaufstand“ auf 31 Mitglieder reduzierte „Weite Rat“ zunehmend selbstständiger.
Die in ihm vertretenen Kaufleute, die sich in Gaffel genannten „Genossenschaften“ organisiert hatten, gewannen mehr und mehr die Oberhand. In diesen „Gaffeln“ waren es vor allem die Deputierten der „Gaffel Eisenmarkt“ und die der „Gaffel Windeck“, die als Anführer der Unzufriedenen hervortraten. Aber auch die Herren der „Gaffel Himmelreich“, die die Weinhändler vertraten, sowie die der sich anschließenden Goldschmiede gehörten mit zu dem Kreis der Herren, die den Umsturz planten und im Jahr 1396 durchführten.
Die dann nach langen Verhandlungen mit dem Verbundbrief erzielte Einigung war der Abschluss eines unblutigen Umsturzes, der sich durch weniger friedliche Ereignisse schon 1371 mit dem Weberaufstand angebahnt hatte.

## Verbundbrief

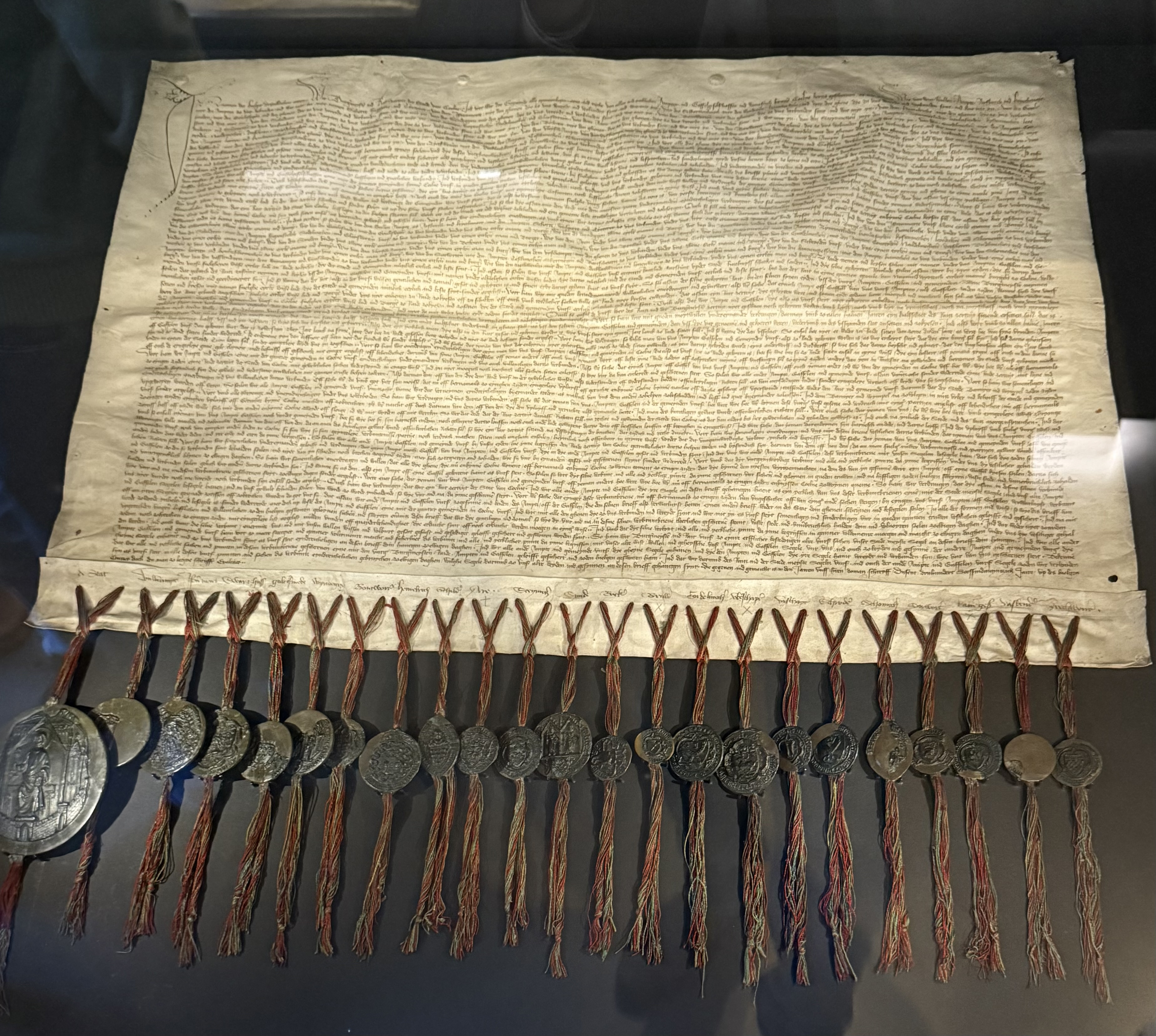
Verbundbrief mit den Siegeln der Gaffeln
(Kölner Stadtmuseum)

Dem im Juni 1396 gebildeten provisorischen Rat gehörten außer 15 Kaufleuten des alten „Weiten Rates“ nun auch 27 Abgesandte der Handwerkerzünfte an, lediglich 5 Mitglieder des „Engen Rates“, die den „Geschlechtern“ angehörten, waren ebenfalls in ihm vertreten.
Zur Ausarbeitung des „Verbundbriefes“ bestimmte der Interimsrat einen dreizehnköpfigen Ausschuss, dem sich noch 25 Vertreter von Gaffeln und Zünften anschlossen.
Kerninhalt des zu erarbeitenden Vertragswerkes sollte die Schaffung eines „Grundgesetzes“ sein, der künftigen Verfassung der Stadt. Die Urkunden wurden von dem Stadtschreiber Gerlach van Hauwe abgefasst.

### Entstehung, Modalitäten
Vorrangig widmete man sich der Neugestaltung des Wahlverfahrens und der Zusammensetzung des Rates. Das aktive Wahlrecht zur Wahl des Rates hatten alle „Eingesessenen“ und Bürger, die auf eine der Gaffeln ihren dem Bürgereid ähnelnden Schwur geleistet hatten (etwa 30 Prozent der männlichen Gesamtbevölkerung).
In der gesamten Stadt hatten sich die etwa 50 Handwerkerzünfte nach dem Vorbild der großen, dominanten Kaufleutegesellschaften Eisenmarkt, Windeck, Himmelreich und Schwarzenhaus ebenfalls in Gaffeln zusammengeschlossen. So waren zum Beispiel in der Gaffel „Schwarzenhaus“, wie auch in vielen anderen Gaffeln, die Kaufleute tonangebend, sie sorgten für den Absatz der Waren, die in den ihnen angeschlossenen Zünften der Waidhändler und Färber entstanden.
Ein „Extrakt“ dieser Vereinigungen waren die 22 Gaffeln, deren siegelberechtigte Abgesandte auch im Namen der ihnen „Verbundenen Zünfte“ schworen, siegelten und unterzeichneten.
Der vergleichbaren Utrechter und Lütticher Verfassungstexten jener Zeit in einigen Passagen ähnelnde Text des Kölner „Verbundbriefes“ beginnt mit einer kurzen Einleitung und führt dann die Namen der unterzeichnenden Vertragspartner an.
Einleitung und Vertragsparteien:
"Im Namen der heiligen Dreifaltigkeit, Amen.

Wir, Bürgermeister und Rat der Stadt Köln, und weiter wir, die ganze Gemeinde insgesamt, arm und reich, ansässig und wohnhaft in Köln, aus allen und jeglichen Ämtern und Gaffelgesellschaften, die im folgenden namentlich aufgeschrieben sind:

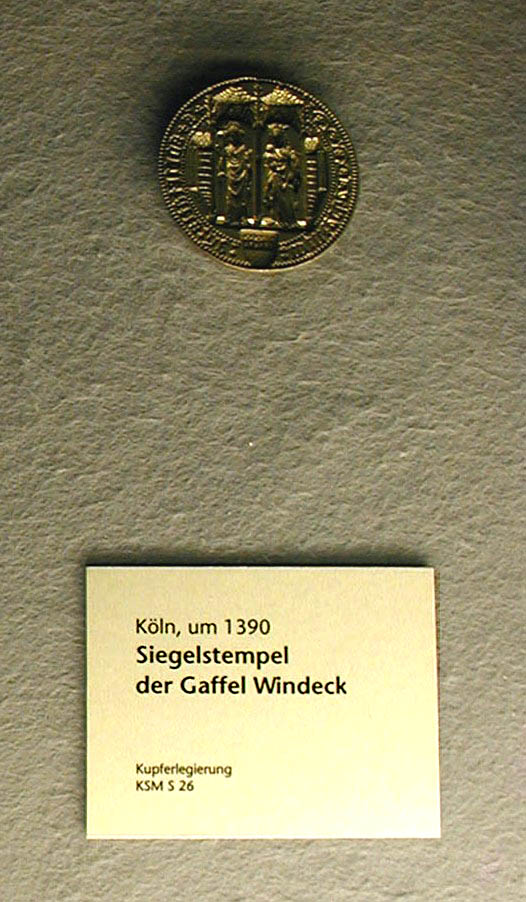
Siegelstempel Windeck, um 1390

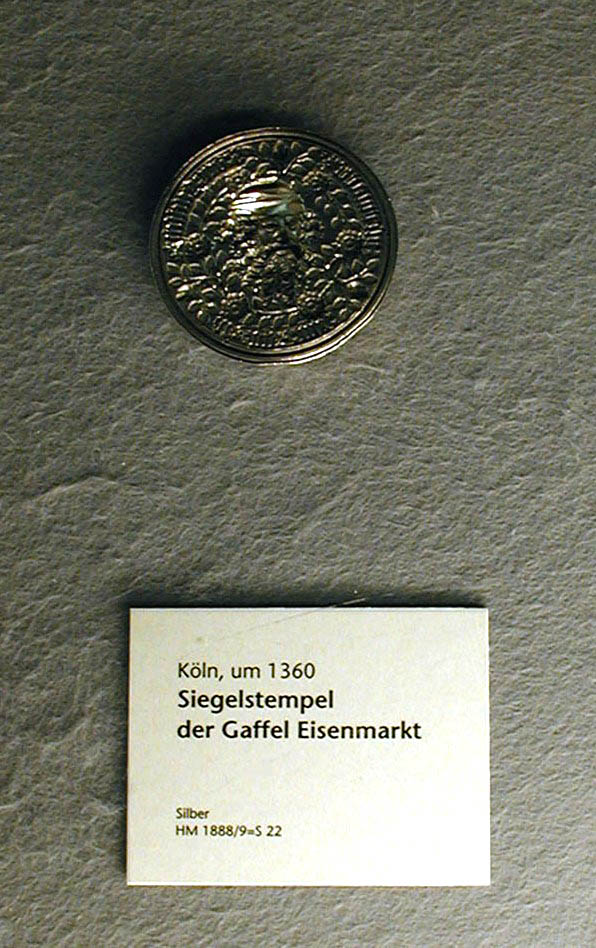
Siegelstempel der Gaffel Eisenmarkt (1360)

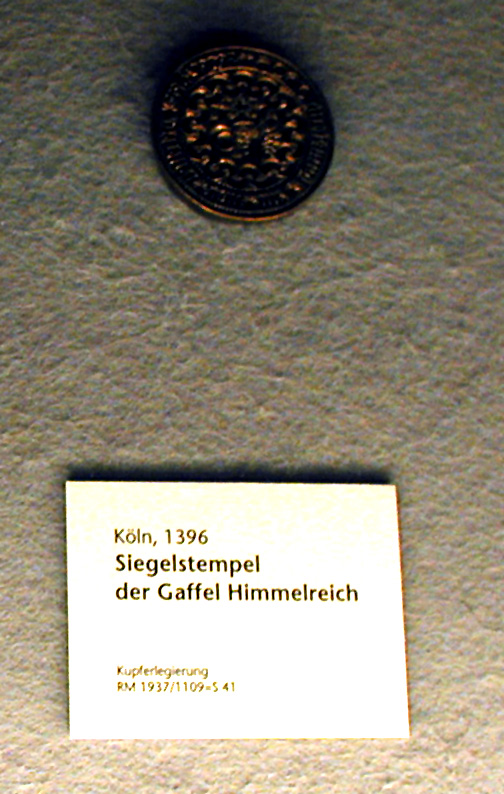
Siegelstempel der Gaffel Himmelreich (1396)

- Wir vom Wollenamt, sowohl Airsburg als auch Griechenmarkt, mit den Ämtern, die mit uns verbunden sind und wir mit ihnen, nämlich Tuchscherer, Weißgerber und Tirteiweber[14]
- Vom Eisenmarkt[15] mit denen, die mit uns verbunden und vereidigt sind und wir mit ihnen
- Vom Schwarzenhaus[16] mit den Waidern[17] und Leinefärbern[18] und denen, die mit uns verbunden und vereidigt sind und wir mit ihnen
- Von den Goldschmieden mit den Goldschlägern[19] und denen, die mit uns verbunden und vereidigt sind und wir mit ihnen
- Von der Windeck[20] mit denen, die mit uns verbunden sind und wir mit ihnen
- Von den Buntwörtern[21] mit denen, die mit uns verbunden sind und wir mit ihnen
- Vom Himmelreich[22] mit denen, die mit uns verbunden sind und wir mit ihnen
- Von den Schilderern[23] mit den Ämtern, die mit uns verbunden sind und wir mit ihnen, nämlich Wappensticker, Sattelmacher und Glaswörter[24]
- Von Aren[25] mit denen, die mit uns verbunden und vereidigt sind und wir mit ihnen
- Von den Steinmetzen und ihren Ämtern der Zimmerleute, Holzschneider,[26] Kistenmacher[27] Leiendecker[28] und Lehmstreicher,[29] die mit uns verbunden sind und wir mit ihnen
- Von den Schmieden mit denen, die mit uns verbunden sind und wir mit ihnen
- Von den Bäckern mit denen, die mit uns verbunden sind und wir mit ihnen
- Von den Brauern,[30] mit denen, die mit uns verbunden sind und wir mit ihnen
- Von den Gürtelmachern[31] mit den Ämtern der Lederbereiter,[32] Nadelmacher, Drechsler, Beutelmacher und Handschuhmacher und weiter denen, die mit uns verbunden sind und wir mit ihnen
- Vom Fleischamt[33] mit denen, die mit uns verbunden sind und wir mit ihnen
- Vom Fischamt[34] mit denen, die mit uns verbunden sind und wir mit ihnen
- Von den Schneidern[35] mit denen, die mit uns verbunden sind und wir mit ihnen
- Von den Schuhmachern mit den Ämtern der Lohgerber und Holzschuhmacher und denen, die mit uns verbunden sind und wir mit ihnen
- Von den Sarwörtern[36] mit den Ämtern der Taschenmacher, Schwertfeger und Bartscherer, die mit uns verbunden sind und wir mit ihnen
- Von den Kannengießern[37] mit dem Amt der „hammermachere“:[38] und denen, die mit uns verbunden sind und wir mit ihnen
- Von den Faßbindern[39] mit dem Weinamt[40] und den Weinschrötern,[41] die mit uns verbunden sind und wir mit ihnen
- Von den Zichenwebern[42] mit den Decklakenwebern und den Leinenwebern, die mit uns verbunden sind und wir mit ihnen und weiter alle diejenigen, die mit irgendeinem unserer vorgenanntem Ämter und Gaffeln vereidigt und verbunden sind.[43]

### Neuanfang 1396

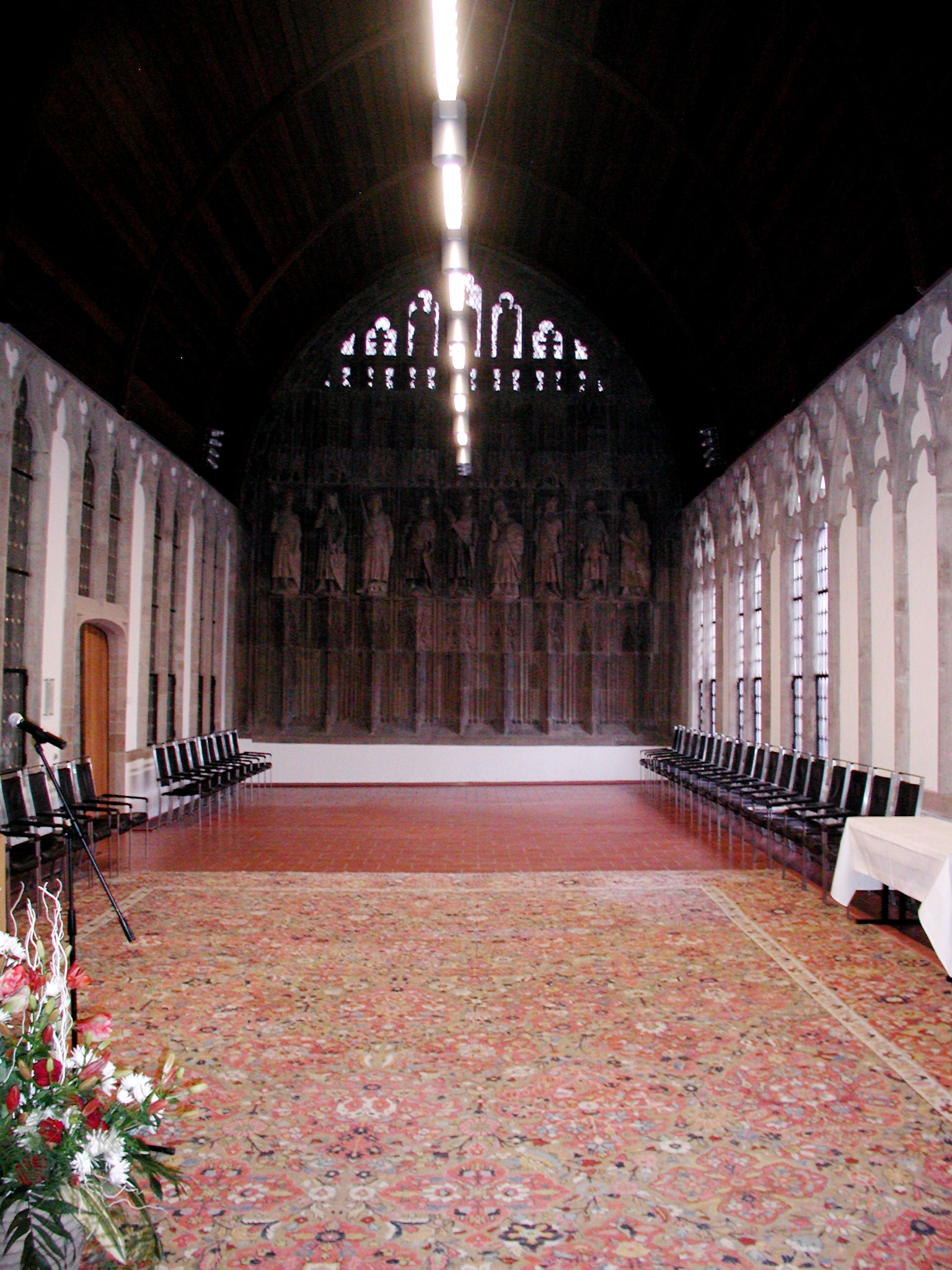
Der 1367 fertiggestellte Rathaussaal, später Hansasaal

Der Rat wurde von 22 Gaffeln gewählt, die nach ihrer Mitgliederstärke gewichtet wurden. So stellten 10 der kleineren dieser Vereinigungen je einen der Ihren, 11 stellten je zwei, und die größte der Gaffeln, das „Wollenamt“, bestimmte vier seiner Herren in offener Abstimmung wie bei allen Gaffeln für den Rat. Da es sich bei den so jährlich per Wahl bestimmten 36 Personen nicht durchweg um versierte Politiker handelte, ergänzten sich der Rat durch 13 sogenannte „Gebrechsherren“, die aus den Gaffeln der Kaufleute entsandt wurden. Hierbei handelte es sich zumeist um erfahrene Politiker, die vom Rat mit seinen weitreichenden europäischen (Hanseverbund) Handelsbeziehungen als unverzichtbare Fachleute angesehen wurden.
Diese 49 Ratsmitglieder blieben ein Jahr im Amt und konnten sich nach zweijähriger Pause zur Wiederwahl stellen. Um eine gewisse Kontinuität im Bestand der Ratsversammlung zu gewährleisten, wurde jeweils am 24. Juni, zum Johannistag, und zum 24. Dezember, am Heiligen Abend, die Hälfte der Ratsherren ausgetauscht, da in Köln am 1. Weihnachtstag nach dem Julianischen Kalender das neue Jahr begann.
Die unterzeichnenden Parteien besiegelten und beeideten eine Vielzahl von einvernehmlich gefassten Beschlüssen, die so zum Gesetzeswerk wurden.
Einige der Artikel:
Es soll auch fortan nur ein ungeschiedener, ungeteilter Rat bestehen und gemeinsam miteinander zu Rate sitzen…
Dieser Einleitung folgte sogleich eine Einschränkung. Es war die dann folgende Formulierung, mit der die „44er“ als Kontrollorgan eingeführt wurden. Jeweils zwei Vertrauensleute der 22 Gaffeln bildeten das Gremium, ohne das der „sitzende Rat“ (der gerade amtierende) bei wichtigen Fragen nicht mehr beschließen und erlassen durfte.
- Der neue Rat und jeder spätere durften in wichtigen Fragen nicht mehr ohne die Zustimmung der Gaffeln handeln. Er verpflichtete sich, eigenmächtig keine neuen Kriegszüge zu unternehmen oder vorzubereiten. Es durften keine neuen Bündnisse, Urkunden oder Verträge, gleich mit welchen Herren oder Ständen, abgeschlossen oder eingegangen werden. Ebenso durften ohne Einwilligung der „44er“ keine neuen die Stadt belastenden Erb- oder Leibrenten vergeben werden, wenn sie die Höhe einer Summe von einmal mehr als 1000 Gulden jährlich überschreiten würden.
- Der sich für das Ratsamt Bewerbende musste ehrbarer, volljähriger Kölner Bürger und ehelich geboren sein.
- Der Einzelne hatte gehorsam den Beschlüssen einer Mehrheit zu folgen, bei Streitigkeiten, Tätlichkeiten oder Beleidigungen untereinander sowie bei ehrenrührigen Verfehlungen war der Rat als richtende Instanz anzuerkennen.
- Es war den Amtsträgern untersagt, außer ihrem Salär Geld oder Geschenke anzunehmen, um so eine Einflussnahme Außenstehender auf vom Rat zu treffende Entscheidungen auszuschließen.
- Alle verpflichteten sich, jetzt und in Zukunft darauf zu achten, dass jeder Neubürger aufgefordert würde, binnen 14 Tagen einer der Gaffeln beizutreten und den Eid auf die nun geltende „Verfassung“ zu schwören.

Die Beschwörungsformel (Auszug):
… Alle und jegliche Artikel und Gesetze, die vor und nach in dieser Urkunde geschrieben stehen, haben wir, die genannten Bürgermeister, Rat, Ämter und Gaffeln, einst mit der ganzen Gemeinde in Köln, und weiter mit all denen, die mit uns vereidigt und verbunden sind, wie wir mit ihnen, sämtlich und einzeln erst in guter, völliger Treue fest gelobt und versichert und danach willentlich mit aufgereckten Fingern leiblich bei den Heiligen geschworen, und wir geloben, versichern und schwören mittels dieser Urkunde, sie gänzlich und genau so, wie sie vor und nach durch uns in dieser Urkunde beschrieben und erklärt stehen, für ewige Tage fest, beständig und unverbrüchlich zu halten, zu befolgen und auszuführen, und zu keiner Zeit gegen sie zu raten, zu handeln oder zu sprechen mit irgendwelcher List, Arglist, Ränke oder böser Heimtücke, welche in irgendeiner Weise einmal erdacht worden sind oder noch erdacht werden können….
Nach Artikel 14 des Verbundbriefes wurden insgesamt 23 handschriftliche Exemplare gefertigt, von denen eine der Urkunden im Ratsarchiv aufbewahrt wurde, die anderen den Gaffeln ausgehändigt wurden.

### Amtszyklus und Ämter

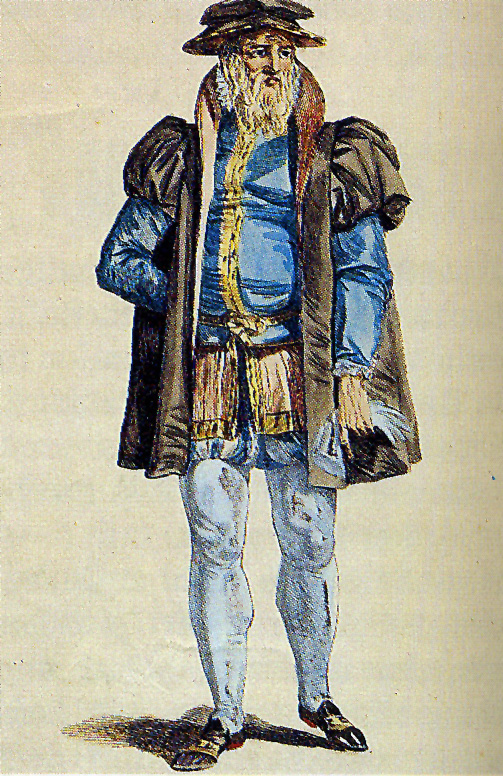
Kölner Ratsherr im 16. Jahrhundert, zur typischen Amtstracht gehörten schwarzer Hut und ebenfalls schwarzer Mantel

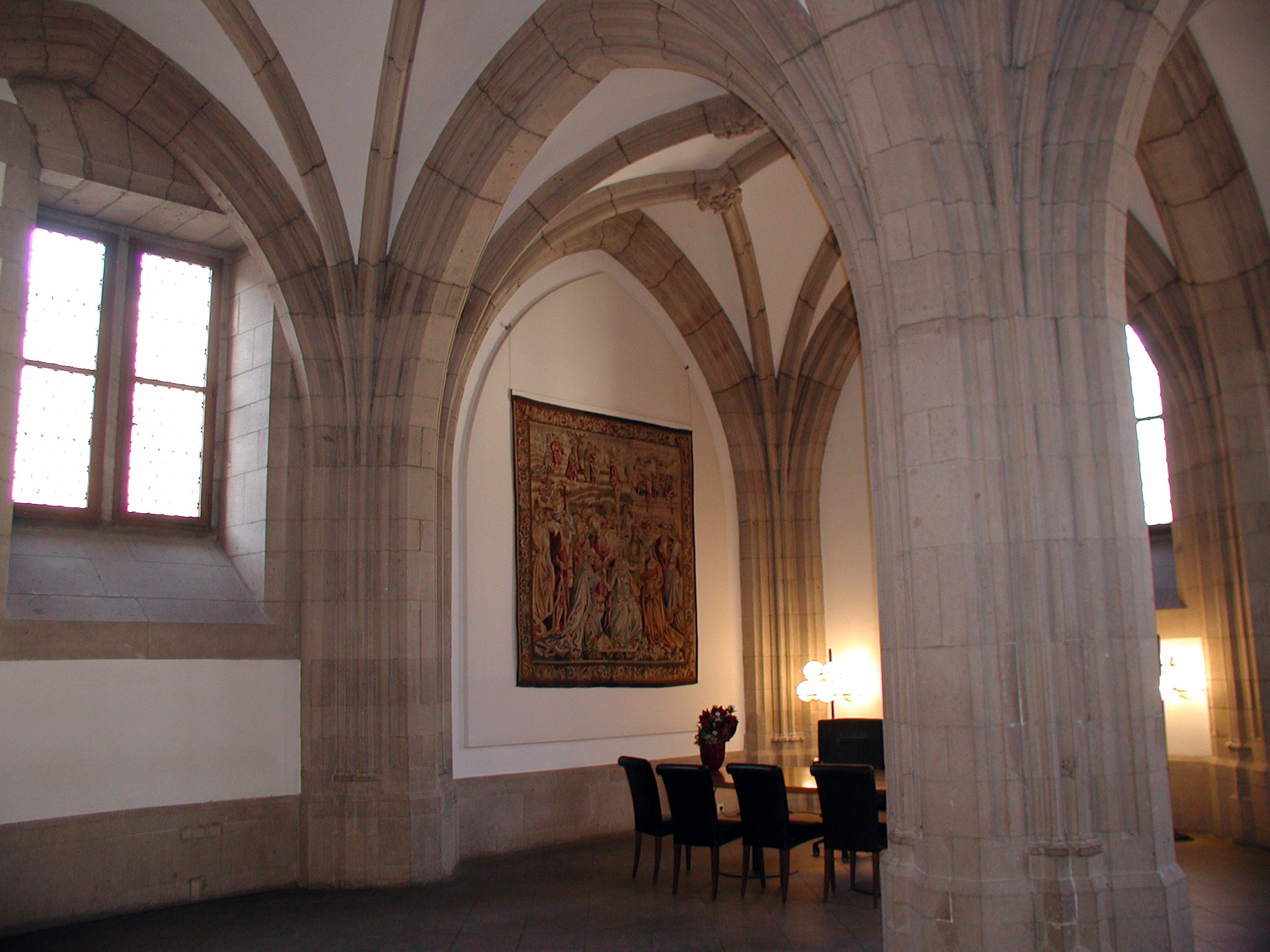
Historische Rentkammer im alten Rathausgebäude

Die weltliche Obrigkeit Kölns war der gewählte Rat, der nur den Kaiser als seinen Herren anerkannte. Der Hoheitsanspruch des Rates erstreckte sich mit der Ausnahme des dem Kölner Erzbischof unterstehenden „Hohen Gerichtes“, dem Blutgericht, auf alle Belange der Stadt. Die „gnädigen Herren“, so waren sie anzusprechen, sahen sich zuständig für die Gesetzgebung, die Rechtsprechung und die Verwaltung der Stadt. Gewählt wurden sie für eine einjährige Amtszeit und konnten nach zwei Jahren erneut zur Wahl antreten.
Die Stadtvertreter wurden in halbjährlichem Turnus zur Hälfte ausgewechselt, jedoch blieben die meisten der Ausgeschiedenen durch einen Wechsel in ihnen offerierte Ratsämter mit dem „Stadtregiment“ verbunden. Um alle Aufgaben bewältigen zu können, der „sitzende Rat“ trat nur dreimal wöchentlich zusammen, war eine erkleckliche Zahl von Ämtern geschaffen worden. So versahen ausgeschiedene Ratsherren zum Beispiel Ämter als „Bierherren“ zur Kontrolle des Bieres, als „Brandherren“ für den Brandschutz, als Fischmarktmeister, Kohleherren, Kornherren, als „Wegemeister“ zur Überwachung der Straßenreinigung oder als „Messerherren“ für polizeiliche Aufgaben. Die wichtigsten Ämter, die ebenfalls aus dem Rat hervorgingen, waren die der zwei Bürgermeister, die dem Rat vorstanden, sowie die Ämter der „Rentmeister“, die als Vorsteher der Rentkammern die Finanzen der Stadt verwalteten. „Stimmeister“ gab es in zwei Varianten, die einen hatten für militärische und zivile Disziplin zu sorgen und die „Weinmeister“, zugleich „Stimmeister“ waren auch für Handelsfragen zuständig. Die „Gewaltrichter“ und die zu „Turmmeistern“ (Gefängnisse in den Türmen der Stadtmauer) bestallten Herren standen dem Polizeiapparat vor. Die Auswahl des vakanten Amtes lag jedoch nicht bei dem jeweiligen Bewerber, sondern orientierte sich an dessen Ansehen, seinen Kenntnissen und seiner Erfahrung. So durchliefen einige der Herren aufgrund mehrerer Dienstjahre eine regelrechte Karriere.

### Erneute Oligarchie

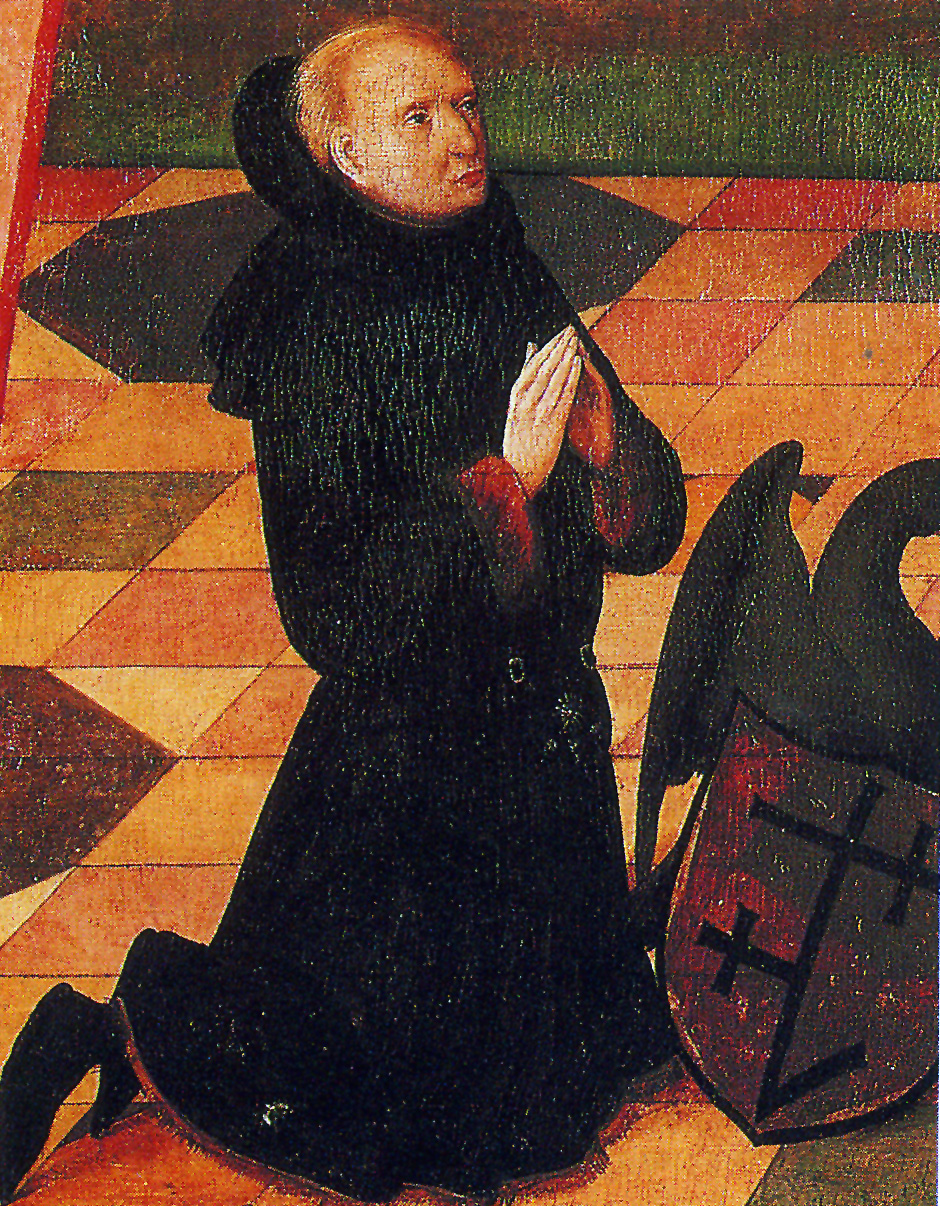
Johann Rinck Kölner Ratsherr zwischen 1439 und 1460 (Zeughaus)

Der absichtsvoll eingeführte Modus von Amtszeit und Wiederwahl in festgelegtem Turnus brachte nicht das erhoffte Ergebnis einer breiteren Teilhabe der Bürgerschaft bei der Besetzung der Ämter. Schon nach wenigen Jahrzehnten wurden Ratsherren- und Bürgermeisterämter erneut von wenigen Familien besetzt. War es vor 1396 die Oligarchie der Kölner Patrizier, so waren es nun lediglich andere Familiennamen. Hatten sie einmal das Amt inne, wurden sie kontinuierlich wieder und wieder in den Rat gewählt. So kam es erneut zu eigenmächtigem Finanzgebaren des Rates und Vetternwirtschaft, wodurch Unmut in der Bürgerschaft geschürt wurde.

### September-Revolte 1481
Die sogenannte „Septemberrevolte“ im Jahr 1481 hatte wirtschaftliche Gründe. Die vom Rat verfügten, die Unzufriedenheit auslösenden massiven Steuererhöhungen resultierten aus dem Bestreben des Rates, die drückende Schuldenlast der Stadt abzubauen. Der Neusser Krieg (1474), zu dem auch Köln Truppen (angeführt von Ratsherren und Bürgermeistern) aufgeboten hatte, brachten dem Rat Ruhm und Ehre und der Stadt eine Reihe kaiserlicher Privilegien ein (so im Folgejahr die Erhebung zur „Freihen Reichsstadt“), verursachte aber durch das gestellte Kontingent von etwa 2200 Mann hohe Kriegskosten. Um die noch aus diesem Krieg herrührenden Schulden abzubauen, wurden Brot- und Weinpreise kräftig angehoben. Der Beschwerdeführung einer von den Gaffeln entsandten Kommission (Schickung) wurde wegen der schlechten Kassenlage der Stadt nicht entsprochen, so dass es zum Aufruhr kam. Nach diesem von dem Gürtelmacher Johann Hemmersbach organisierten Aufstand stürmten Aufständische am 18. Februar, dem Fastnachtsmontag 1482, das Rathaus und nahmen die Bürgermeister Johann von Dauwe und Goswin von Strailen sowie einige Ratsherren fest. Der Aufstand wurde niedergeschlagen und die Rädelsführer am Aschermittwoch auf dem Heumarkt enthauptet.

## Transfixbrief

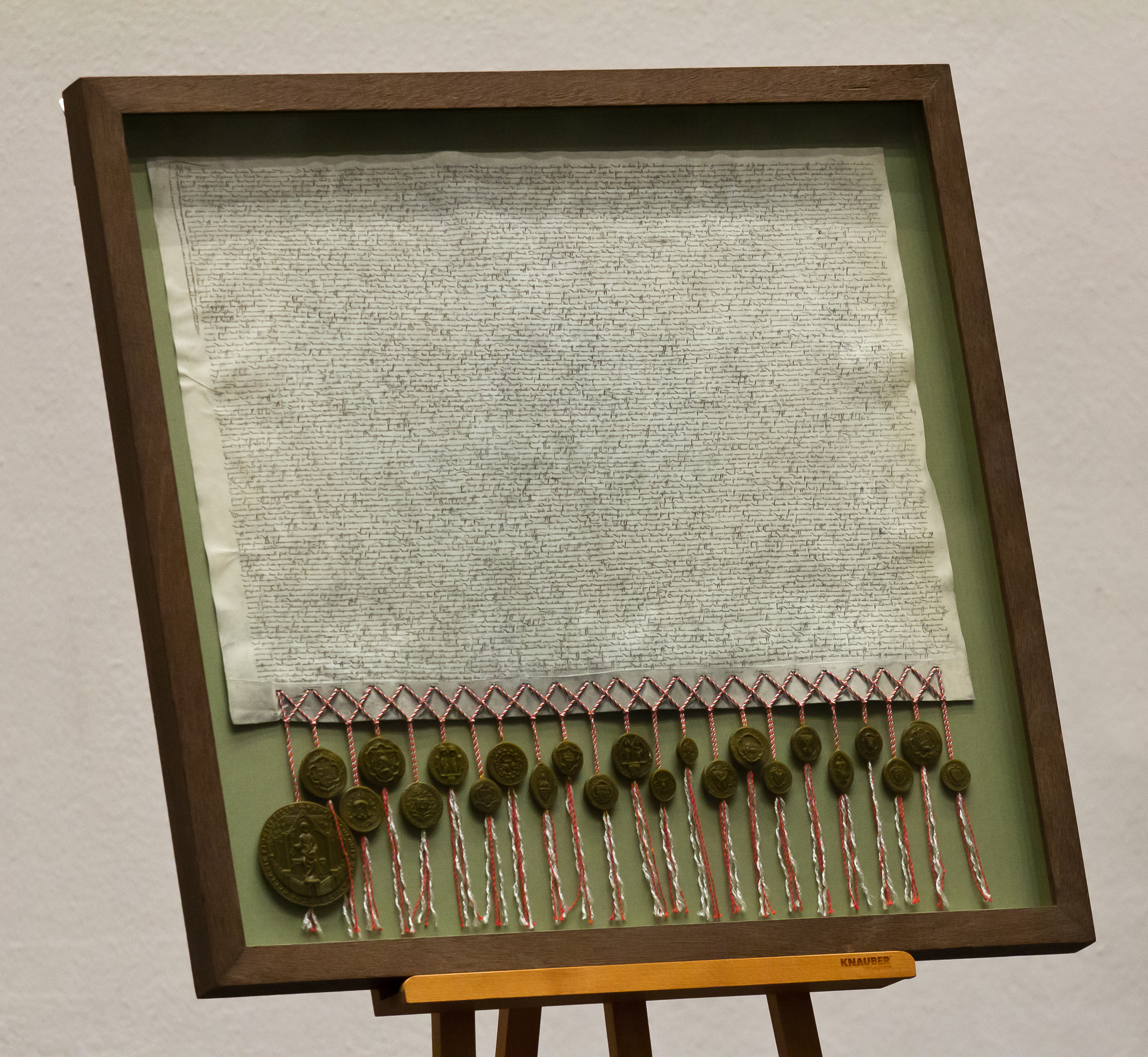
Faksimile des Transfixbriefes

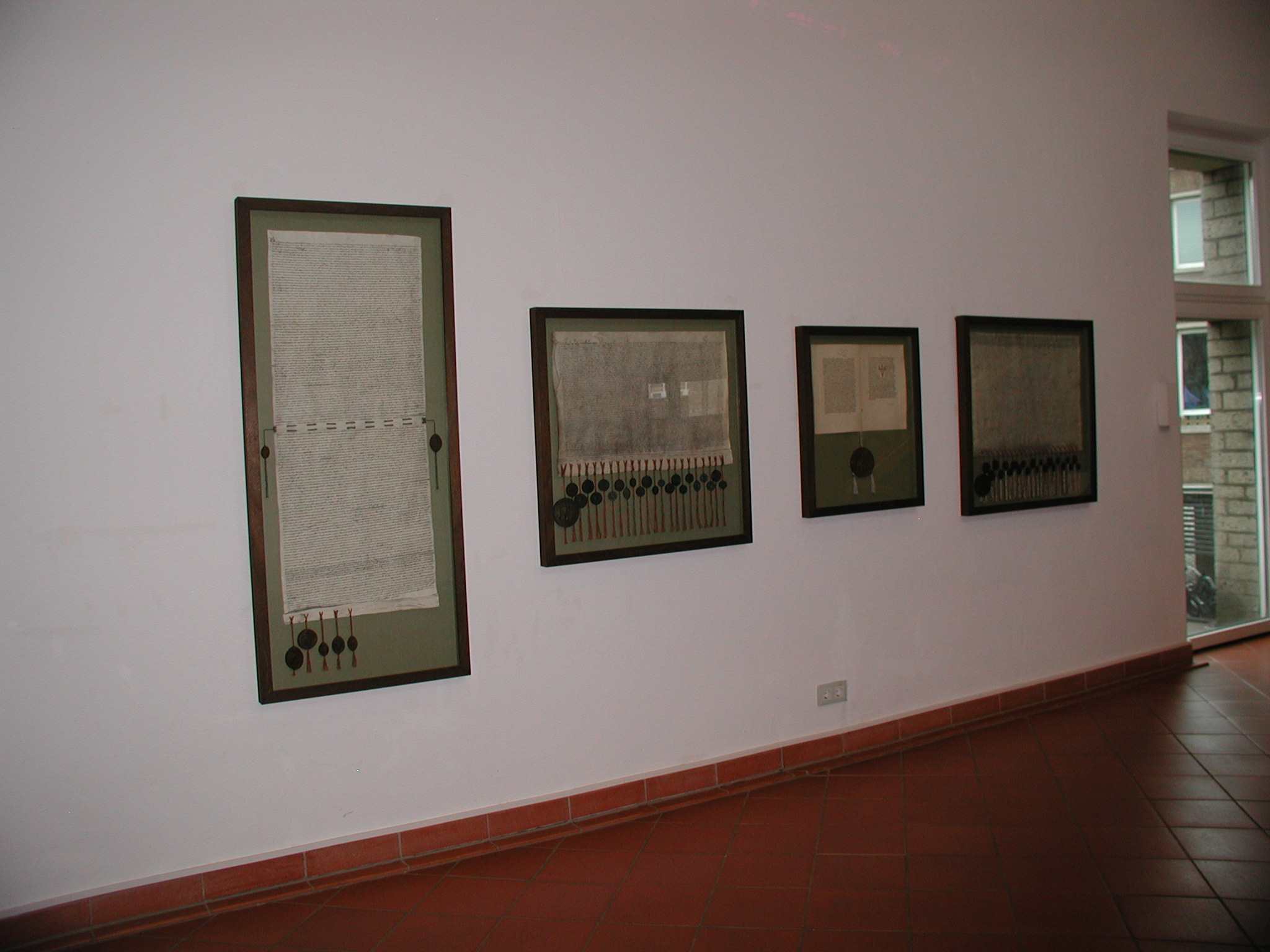
Rathaus, Verträge und Siegel

Mangelnde Transparenz im Wirken des Rates und Rechtsbrüche mehrten sich derart, dass es 1512/13 zum Aufstand der Gaffeln kam. Der amtierende Rat wurde entmachtet, korrumpierte Mitglieder desselben wurden ausgestoßen. Die Aufständischen wählten 178 Vertrauensleute, die sogenannte Große Schickung, die die Macht in der Stadt übernahm. Zehn der führenden Ratsherren wurden auf dem Heumarkt öffentlich hingerichtet. Die folgenden Ergänzungen des Verbundbriefes mit dem Transfixbrief vom Dezember 1513 sollten zukünftige Eigenmächtigkeiten, wie die der Geschlechter vor 1396, unterbinden und bessere Kontrollmöglichkeiten schaffen.
Fortan übernahm eine Kleine Schickung, ein Gremium von 23 Mitgliedern, die Kontrolle des Rates. Zu neuen Bürgermeistern wählte man Gerhard von Wasserfaß und Johann Rinck. Das Gesetzeswerk enthielt auch eine Reihe von Bestimmungen zur Stärkung der Rechte der Gemeinde und zur Sicherung der persönlichen Freiheitsrechte der Bürger. So hieß es das Bürgerrecht betreffend:
Der städtische Gewaltträger darf einen Bürger

„…binnen Tage oder Nacht aus seinem Burgfrieden mit Gewalt nicht holen noch auf der Straße antasten noch angreifen … werden ihm die Rechte verweigert, kann er die Gaffeln anrufen …“

Verbund- und Transfixbrief bildeten über Jahrhunderte das „Grundgesetz“ der Freien Reichsstadt Köln. Dennoch wurde dieses verbriefte Regelwerk immer wieder ausgehöhlt, umgangen oder einfach missachtet.

### Aristokratisierung des Rates
Im 16. und 17. Jahrhundert verblassten die guten, in Verbund- und Transfixbrief formulierten und beschworenen Vorsätze erneut. So waren unter Missachtung aller verbrieften Rechte der Bürgerschaft, Ämter und Posten der Stadtregierung fest in den Händen oligarchischer Familienverbände. Die „Stadtoberen“ verstanden die Ämter als Ratsherren oder Bürgermeister mittlerweile als erblich und vergaben sie innerfamiliär nach Gutdünken. Begehrte weitere städtische Ämter waren durch „Beziehungen“ oder gar käuflich zu erhalten. Das Regiment der Stadt sah sich als unumschränkte Obrigkeit, der die Gemeinde Gehorsam schuldete.

## Summarischer Extrakt

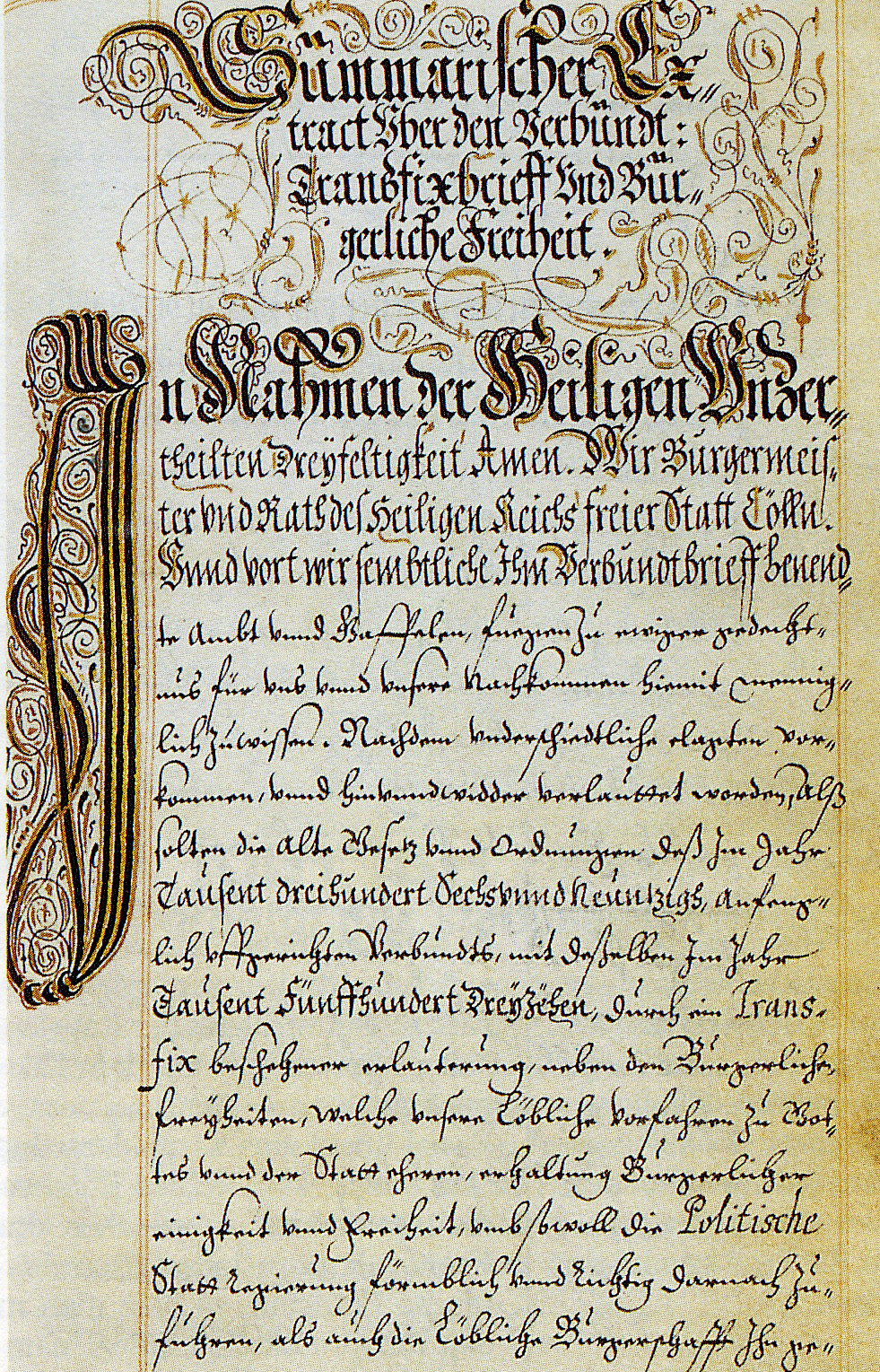
„Summarischer Extrakt“. Die Urkunde von 1610 ergänzte die Vereinbarungen des „Verbund- und des Transfixbriefes“

Schon 1608 häuften sich gegen die Regierenden gerichtete Beschwerden der Bürgerschaft, in deren Folge sich im Sommer 1609 regelrechte Unruhen ausbreiteten. Die Gaffeln forderten lautstark die Besinnung auf alte Werte und Rückkehr zu den Vereinbarungen des Verbund- und Transfixbriefes.
Die Konfliktpunkte zwischen Rat und Bürgerschaft waren wirtschaftliche Missstände, die Einstellung von Söldnern in städtische Dienste und das weitgehend den Vorgaben des Transfixbriefes widersprechende Finanzgebaren der Verwaltung. Eine dann im Mai 1610 einberufene außerordentliche Gemeindeversammlung legte mit einigen ergänzenden Neuregelungen der bestehenden Gesetze den fast zweijährigen Streit bei. Die den Verbund- und Transfixbrief aktualisierende Urkunde, die jedoch nicht besiegelt wurde, war der „Summarische Extrakt“.

### Gülich-Revolte

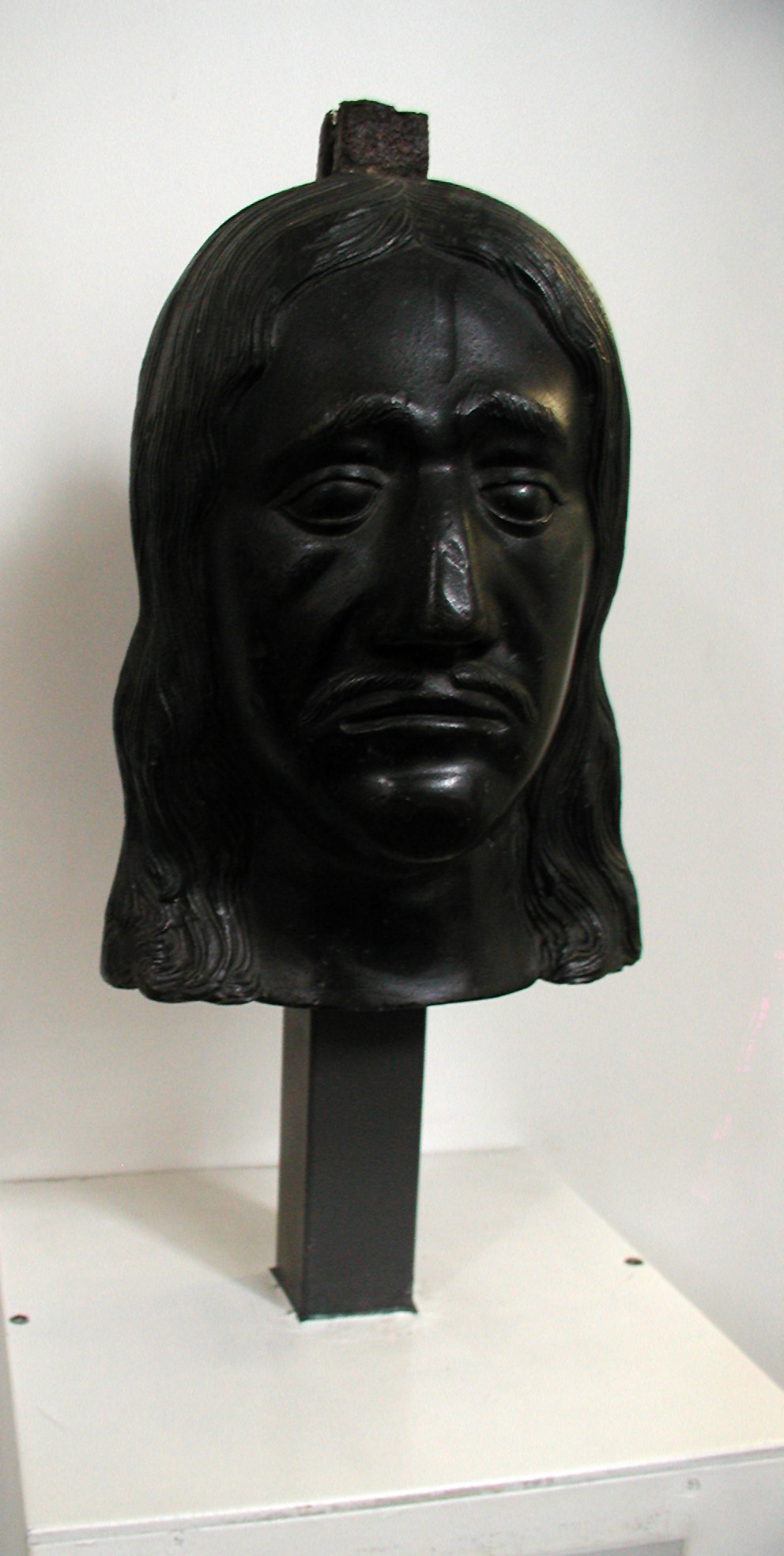
Schandsäule mit einem Kopf, welcher Gülichs Gesichtszüge trägt, um 1686 (Zeughaus Köln)

Die permanenten Verletzungen der immer noch gültigen Verfassung des Verbund- und Transfixbriefes, sowie das Vertuschen der Verwaltungsmißstände waren allgemein üblich geworden. So sah sich die Bürgerschaft vor allem um ihre politische Mitbestimmung, ihr Wahlrecht, geprellt. Dazu kam die katastrophale Wirtschafts- und Finanzlage der Stadt, deren „goldene Zeiten“ der Hanse in der Mitte des 17. Jahrhunderts ihrem Ende entgegengingen. Dieser Lage versuchten die Verantwortlichen abzuhelfen, indem sie massive Steuererhöhungen durchführten. Mitte der 1660er Jahre begann der Unmut der Bürgerschaft immer stärker zu werden. Am Ende der 1670er Jahre war die Bürgerschaft nicht mehr bereit, die Missstände tatenlos hinzunehmen. Zum Wortführer der Opposition wurde der städtische Syndikus Nikolaus Gülich.
Wohl um den inneren Spannungen den Druck zu nehmen, hielt der Rat es für geraten, im September 1680 eine Untersuchungskommission einzusetzen, der jedoch auf Drängen der Bürgerschaft hin eine „Deputation“ der Gaffeln zugeordnet wurde. Die eingesetzte Kommission, als „General-Inquisition“ bezeichnet, konnte aufgrund ihrer Zusage, die Anonymität aussagewilliger Zeugen zu wahren, erhebliche Vergehen besonders stark diskreditierter Ratsmitglieder nachweisen. Die der Rechtsbeugung, Nötigung, Erpressung, Bestechung und anderer Delikte überführten verloren ihre Ämter und wurden hart bestraft. Die Untersuchungen der Kommission ergaben weiterhin ein die ganze Stadt überziehendes Netz korrumpierter Amtsträger.
Die Opposition erwartete, dass die Verantwortlichen zur Verantwortung gezogen würden. Sie hofften, dass durch ein neu eingesetztes Stadtregiment nun bessere Zustände in der Verwaltung einkehren würden, und erwarteten ein Zusammenspiel der Kräfte, dem Rat, der Kommission und der durch die Gaffeln vertretenen Bürgerschaft, dass somit das 1396 geschaffene Rechtssystem gestärkt, bestätigt und wieder angewandt würde.
Im Jahr 1680 amtierende Bürgermeister waren Maximilian von Kreps und Ferdinand von Kollen.
Von Kreps (1624–1684), der schon zum zweiten Mal als Bürgermeister amtierte, war Bannerherr der Kaufmannsgaffel Windeck und gehörte zwischen 1658 und 1673 dem Rat an. Er wurde im Zuge der geschilderten Ereignisse stark belastet, überführt und seines Amtes enthoben.
Die Bürgerschaft musste feststellen, dass außer den Verurteilungen und Amtsenthebungen von wenigen Personen nichts geschah. Die erwarteten grundsätzlichen Reformen blieben aus, und die selbstherrliche Regierungspraxis wurde weitergeführt. Zudem begann das Ratsregiment durch administrative Maßnahmen die Opposition zu schwächen, sodass der grundsätzliche Konflikt zwischen Obrigkeit und Gemeinde erneut eskalierte. Man sah, dass entgegen dem Schwur aller Parteien, die unverbrüchliche Einigkeit zu bewahren und Ausgleich zu suchen, so in den Abkommen 1396, 1481/82, 1512/13 und 1610 beschworen, vom amtierenden Rat eine Änderung nicht zu erwarten war. Als die Gaffeln ein gewaltsames Vorgehen des Rates gegen die Oppositionsbewegung vermuteten, kamen sie dem Rat zuvor und putschten. Im Juni 1683 setzten sie das Stadtregiment als verbund- und eidbrüchig ab. Unter Ausschluss aller bisherigen am Stadtregiment Beteiligten versammelten sich die Gaffeln zur Wahl und beriefen neue Amtsträger. Dem neuen Rat wurden 44 Kommissare als Kontrollorgan übergeordnet, der eigentliche Rat sollte nur noch ausführendes verwaltendes Organ der obrigkeitlichen Macht sein. Als Syndikus übernahm Gülich die führende Rolle im Bestreben, Reformen einzuführen, er war auch als „Generalinquisitor“ beauftragt, alle Verfehlungen seit 1680 restlos aufzuklären. Maximilian von Kreps gelang es, die Reformbewegung gegen den Klüngel der Regierenden als Aufruhr des Pöbels darzustellen und am kaiserlichen Hof zu Wien höchste Unterstützung zu finden. Gaffeln, Kommission und Rat wurden durch das Kaiserliche Hofamt zur Begründung ihres Handelns aufgefordert.
Der übersandten Argumentation der Kölner an den Reichshofrat, die Gemeinde habe wie schon in früher Zeit aus eigener Macht beschlossen, auß ihnen einen Magistrat zu benennen und zu setzen und so ein regimen absolute democraticum errichtet wie es schon von Kaiser Sigismund 1396 und in der Folge bei ähnlichen Gegebenheiten von seinen Nachfolgern gebilligt worden sei, wollte man „bei Hofe“ nicht folgen. Die Erklärung wurde nicht akzeptiert und verworfen. Der Reichshofrat belegte Gülich, den neuen Rat und die Gaffelkommissare mit der kaiserlichen Acht  und ordnete die Wiedereinsetzung des alten Stadtregimentes an.
Zwistigkeiten in den Gaffeln und die drohenden kaiserlichen Maßnahmen führten zu raschem Autoritätsverfall Gülichs. 1685 stimmten die Gaffeln einer Arrestierung Gülichs und seiner Hauptanhängerschaft zu und befolgten alle übrigen Forderungen des kaiserlichen Hofes. Nikolaus Gülich wurde schließlich hingerichtet.
Mit dem massiven Eingreifen des Kaisers endeten alle oft in vielen Urkunden formulierten und besiegelten Partizipations- und Paritätsansprüche der Bürgerschaft zugunsten der uneingeschränkten Herrschaft der städtischen Obrigkeit, dem nur dem Kaiser unterstehenden Kölner Rat.

## Ende der Ratsherrschaft 1796
Die Bürgerschaft blieb gegenüber dem solchermaßen gestärkten Rat nun und im folgenden 18. Jahrhundert weitgehend einflusslos. Die Selbstherrlichkeit der „Oberen“ hatte noch zugenommen, und Missstände in der Verwaltung wurden vertuscht. Die Gemeinde resignierte vorerst, jedoch blieb der Wille zum Aufbegehren virulent vorhanden.

### Toleranzstreit
Erst im Jahr 1787, im sogenannten Kölner Toleranzstreit, der die Auseinandersetzungen zwischen der Bürgerschaft, der Geistlichkeit und dem Rat der Stadt um einen mit knapper Mehrheit gefassten Ratsbeschluss bezeichnet, trat der Wille der Bürgerschaft, Änderungen notfalls zu erzwingen, wieder hervor.
So erreichte sie durch ihre anhaltenden, massiven Proteste, dass ein durch den Rat gefasster Beschluss, protestantischen Bürgern mehr Rechte einzuräumen, zurückgenommen wurde.

### Munizipalverwaltung

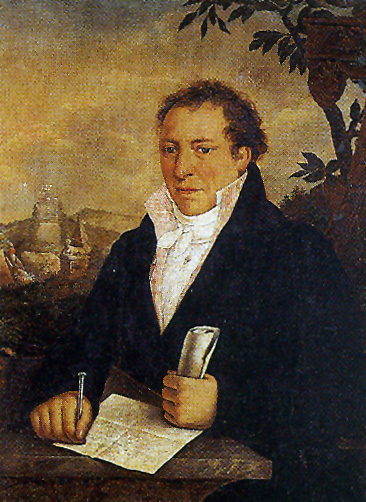
Nikolaus DuMont amtierte 1795 als letzter aus dem Rat gewählter Bürgermeister

Die Besetzung der Stadt durch die französische Revolutionsarmee im Jahr 1794 brachte das Ende der herkömmlichen Ratsherrschaft.
Reiner Josef von Klespe übergab symbolisch dem französischen General Jean-Étienne Championnet am Schlagbaum des Hahnentores die Stadtschlüssel. Nikolaus DuMont, der noch 1794 als letzter vom alten Rat zum Bürgermeister gewählt worden war, hatte als Gesandter seiner Stadt in Paris versucht, für das besetzte Köln Sonderregelungen zu erreichen, war jedoch ablehnend beschieden worden. In Köln war zunächst der alte Rat im Amt belassen worden. Nachdem sich die „Herren“ jedoch immer wieder den Anordnungen der französischen Behörden widersetzt hatten, wurde am 28. Mai 1796 der Rat der Stadt aufgelöst. An die Stelle des Rates trat eine nach französischem Vorbild eingesetzte Munizipalverwaltung.